# Директор Центрального разведывательного управления
Директор Центрального разведывательного управления (англ. Director of Central Intelligence Agency, D/CIA) — руководитель Центрального разведывательного управления, основного органа внешней разведки правительства США. Директор ЦРУ подчиняется Директору Национальной разведки, причём все важные решения по деятельности ЦРУ принимаются единолично президентом США. 
Директор ЦРУ назначается президентом, по рекомендации Директора Национальной разведки и должен быть утверждён решением большинством голосов в Сенате США. В законодательстве не указано, что на должность должен вступать действующий военнослужащий, но такая возможность не исключается.

## Предыстория
До апреля 2005 года, глава ЦРУ, по Закону о национальной безопасности от 26 июля 1947 года, именовался Директором Центральной разведки и был одновременно должностным лицом, координирующим разведывательную деятельность различных разведывательных ведомств США (с декабря 1981 года Разведывательного сообщества США). Кроме того, он служил главным советником по делам разведки для президента Соединенных Штатов, а также для Совета по национальной безопасности (СНБ).

## История
В 2004 году был принят Закон о реформировании разведки и предотвращении терроризма, по которому с 21 апреля 2005 года  существуют отдельные должности Директора Центрального разведывательного управления, который управляет ЦРУ, и Директора Национальной Разведки, должностного лица, состоящего членом Кабинета США, которому подчинены все разведывательные ведомства США, включая ЦРУ. Последний также выступает в роли главного советника по делам разведки для президента, для СНБ, а также Совета внутренней безопасности (англ. The Homeland Security Council).

## Список Директоров в хронологическом порядке
| Директор                                                      | Начало полномочий    | Окончание полномочий |
| ------------------------------------------------------------- | -------------------- | -------------------- |
| Ранее обязанности выполнялись Директором Центральной разведки |                      |                      |
| Портер Дж. Госс                                               | 21 апреля 2005 года  | 26 мая 2006 года     |
| Майкл В. Хайден                                               | 30 мая 2006 года     | 12 февраля 2009 года |
| Леон Панетта                                                  | 12 февраля 2009 года | 30 июня 2011 года    |
| Дэвид Петреус                                                 | 6 сентября 2011 года | 10 ноября 2012 года  |
| Джон Бреннан                                                  | 8 марта 2013 года    | 20 января 2017 года  |
| Майк Помпео                                                   | 23 января 2017 года  | 13 марта 2018 года   |
| Джина Хаспел                                                  | 17 мая 2018 года     | 20 января 2021 года  |
| Уильям Бёрнс                                                  | 19 марта 2021 года   | 20 января 2025 года  |
| Джон Ли Рэтклифф                                              | 23 января 2025 года  |                      |